# Musée archéologique Ranuccio-Bianchi-Bandinelli
Le Musée archéologique Ranuccio-Bianchi-Bandinelli (Museo archeologico Ranuccio Bianchi Bandinelli en italien) est le musée archéologique de la ville de Colle di Val d'Elsa, en province de Sienne (Toscane,  Italie), consacré principalement aux vestiges étrusques provenant des fouilles locales effectuées aux XIXe et XXe siècles.

## Historique
Créé pour héberger les trouvailles des fouilles locales du Gruppo Archeologico Colligiano pendant trente ans, le musée est dédié à Ranuccio Bianchi Bandinelli, éminent étruscologue siennois. Son siège est installé depuis 1990 dans le Palazzo Pretorio, situé dans le centre historique de la vieille ville médiévale (Colle Alta), sur les hauteurs d'une colline longue entre deux ravins.
La société archéologique locale conserve son siège au dernier étage du palais.

## Collections
Elles sont exposées sur trois niveaux du palais :
- Reconstruction d'un four étrusque du  IIIe siècle av. J.-C. sur la localité de la  Quartaia
- Tombe à hypogée des Calisna Sepu
- Vestiges des sites de Le Ville et des dix tombes à hypogée de Dometaia
- Tombe a camera de la période orientalisante tardive  de Campiglia dei Foci, trousseau funéraire de la   Tombe Pierini[1] (située à Campiglia dei Foci, frazione di Colle di Val d'Elsa à 4 km à l'ouest de la ville), du Poggio di Caio
- Reconstruction faciale de La Ragazza delle Porciglia
- Objets divers des tombes : fibules, poteries en bucchero, bijoux en or, bronzes, vases plastiques …

Outre les pièces étrusques, figurent également des artefacts plus anciens issus d'une tombe néolithique dans une grotte (IVe millénaire av. J.-C.) découverts Via delle Lellere, lors de  travaux de voirie.